# シャーリー富岡
シャーリー富岡（しゃーりーとみおか、12月16日 - ）は、日系アメリカ人の音楽ナビゲーター、DJ。神奈川県横浜市出身。血液型O型。本名はシャーリー・ジーン・シェリダン（Shirley Gene Sheridan）。弟は、タレントのマイケル富岡。

## 来歴・人物
横浜市で生まれる。両親ともにアメリカ人（母方が日系人）。15歳までニューヨーククイーンズ区で育つ。
幼少期より、モデルとして活動。その後、グラビアなども務めるようになる。
アメリカンスクール時代からの親友であるアン・ルイスの紹介で、テレビ神奈川の洋楽番組｢ファンキートマト｣に出演、以後1980年4月から1989年3月までファンキートマトの司会を10年務め、美人VJとして知られた。1990年代にはスペースシャワーTVでVJを務めた。
1989年、大阪のFM802開局以来、「Saturday Amusic Islands Morning Edition｣のDJを務めている。TOKYO-FMやJ-WAVE、BAY-FM等でもDJとして番組を担当した。
2012年4月8日から NHK-FM「洋楽80'sファン倶楽部（日曜 16:00-17:00 放送枠）」のMCを担当。
2013年3月2日、大阪のFM802「Saturday Amusic Islands Morning Edition」の放送時、3月いっぱいで当番組のDJを降り、FM802のDJを卒業すると発表。
2015年4月1日からNHK-FM「洋楽グロリアス デイズ」のMCを担当。

## メディア出演

### テレビ
- ファンキートマト（テレビ神奈川）

### ラジオ
- ヒット・オン・サンデー（1983年4月 - 1989年3月、TBSラジオ）
- Saturday Amusic Islands Morning Edition（FM802）
- 洋楽80'sファン倶楽部（NHK-FM放送）
- 洋楽グロリアス デイズ（2015年4月5日 - 2016年4月3日、NHK-FM）

### CM
- 象印マホービン「ステンレスボトル」（2011年2月）

### 映画
- お葬式（予告編のみ。）